# Minimização de circuitos
Na álgebra booleana, minimização de circuitos é o problema de se obter o menor circuito lógico, que representa uma função booleana ou  uma tabela verdade dada. Acredita-se que o problema de minimização de circuitos é intratável, mas existem heurísticas efetivas como o Mapa de Karnaugh e o algoritmo Quine-McCluskey que facilitam o processo.

## Objetivo
O problema de ter um circuito eletrônico complicado (isto é, um com muitos elementos, como as portas lógicas) é que cada elemento ocupa um determinado espaço físico em sua implementação, o que custa tempo e dinheiro para produzi-lo. A minimização de circuitos pode ser uma forma de otimização lógica, usada para reduzir o tamanho da complexidade lógica dos circuitos integrados.

## Exemplo
Existem muitas formas de minimizar um circuito, este é um exemplo que minimiza (ou simplifica) uma função booleana. Note que a função booleana realizada pelo circuito está diretamente relacionada com a expressão algébrica da qual a função é implementada.
Considere o circuito usado para representar {\displaystyle (A\wedge {\bar {B}})\vee ({\bar {A}}\wedge B)}. É evidente que duas negações, duas conjunções, e uma dinjunção são utilizadas nessa proposição. Isto significa que para construir o circuito, precisaria-se de duas portas NOT, duas portas AND, e uma porta OR.
Nós podemos simplificar (minimizar) o circuito, aplicando identificadores lógicos ou utilizando a intuição. Uma vez que o exemplo mostra que A é verdadeiro quando B é falso, ou o contrário, podemos concluir que isto simplesmente significa {\displaystyle A\neq B}. Em termos de portas lógicas, a desigualdade simplesmente significa uma porta XOR (OU exclusivo). Portanto, {\displaystyle (A\wedge {\bar {B}})\vee ({\bar {A}}\wedge B)\iff A\neq B}. Então os dois circuitos mostrados abaixo são equivalentes:
Você pode observar também a veracidade do resultado usando uma tabela verdade.